# 绥芬河站
绥芬河站位于中华人民共和国黑龙江省牡丹江市绥芬河市乌苏里大街。可追溯至清光绪二十四年（1898年）建立的绥芬河火车站（老站），原名五站，现已改建为中东铁路纪念馆，并称为“百年火车站”，是滨绥铁路的终点站，同时与俄罗斯西伯利亚铁路接轨，距格罗捷科沃站26公里、海参崴230公里。现隶属于中国铁路哈尔滨局集团有限公司，为一等站。

## 历史

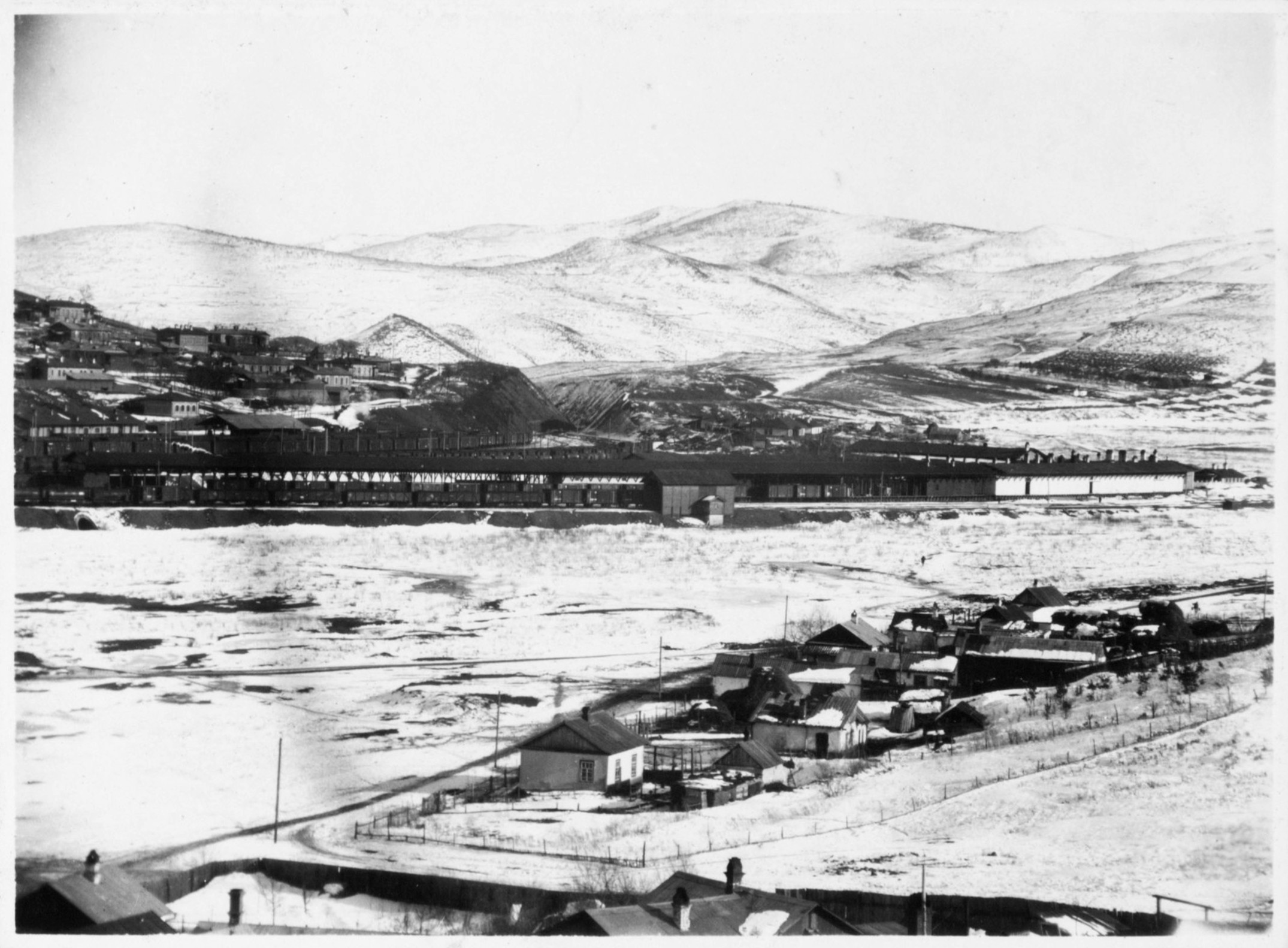
1932年的绥芬河站（ボクラニチナヤ驛）

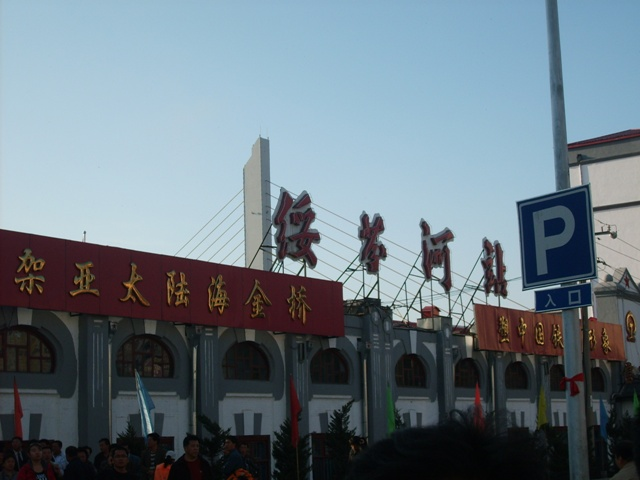
绥芬河站老站房

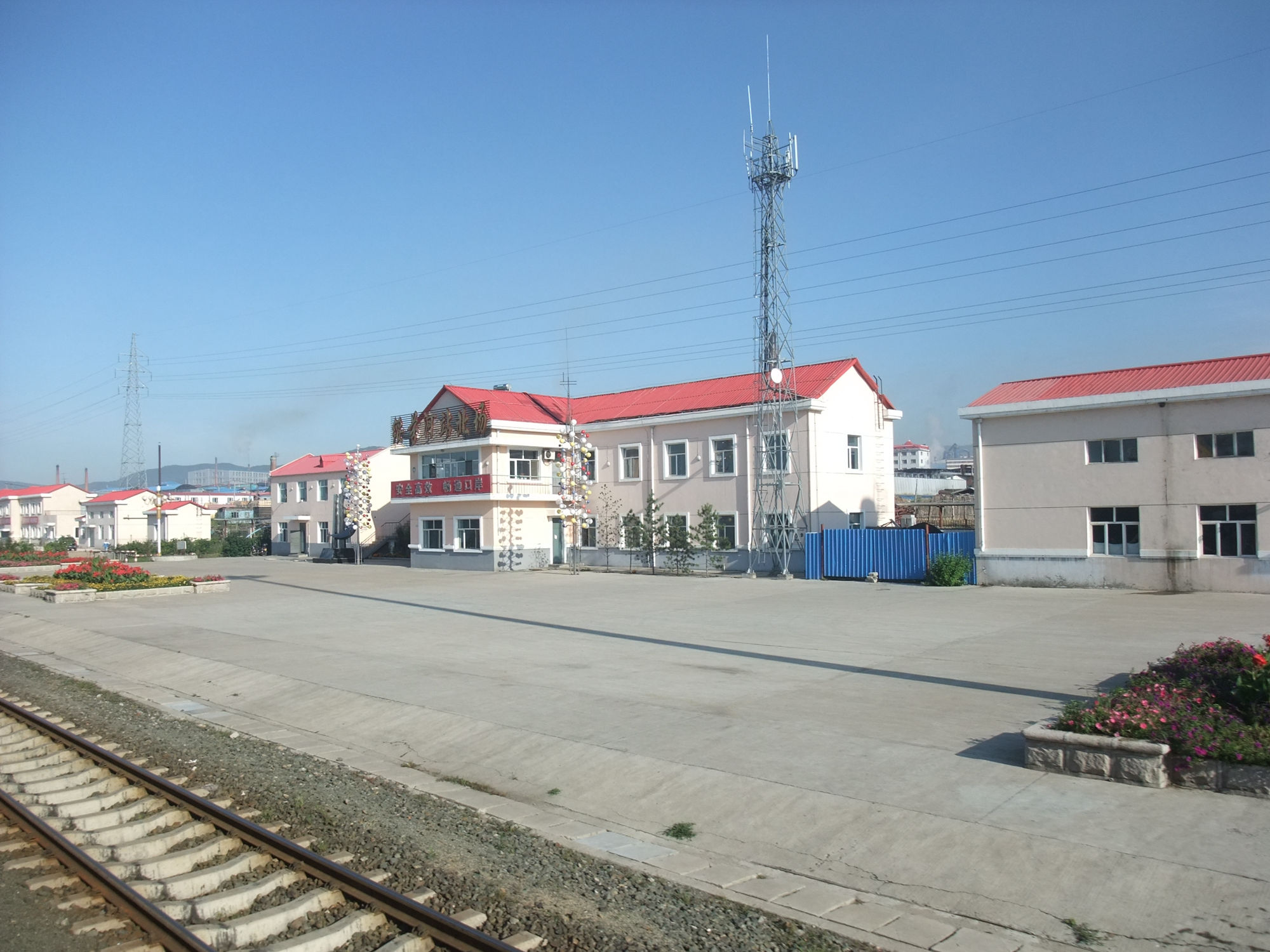
原绥芬河北场信号楼（2009年）

19世纪末，原中东铁路为西伯利亚大铁路的一条支线。沙俄政府希望借道中国修建这条支线，以方便将内陆物资运送到诸如海参崴等的远东出海口地区，而不必绕行阿穆尔地区和滨海边疆区等线路条件状况较为恶劣的路段。中东铁路北部干线中国境内始于满洲里，终至绥芬河，绥芬河站是该铁路中国境内的最后一站。
绥芬河站建站于1899年，1899年1月15日线路引入站内时被初命名为边境站、五站。1903年中东铁路正式运营之际被定名为绥芬河站（俄语：Пограничная，意为“边境上的”）。
车站老站房建于1902年，站舍位于今站前街38号。为俄罗斯式两层楼房，南北走向，约40米长，依山而建，建筑面积1342平方米。绥芬河老站建立成时为中东铁路的九个二等站之一。与其它车站类似，老站采用定型化设计。候车室建筑结构采用钢铁拱梁，是其在中东铁路现存建筑中最为特别之处，它是唯一的室内大跨度钢梁屋架站舍。老站房建筑外墙具有新艺术运动建筑风格，强调垂直划分，采用壁柱装饰，女儿墙高低分布。山墙、窗户使用曲线构图。窗楣则采用俄式图形装饰。现室内大门、内饰、浮雕仍是百年前的建筑原物。1929年中东路事件时曾受战毁，同年10月修复为现状，之后仍被用做国内旅客候车室直至2015年。1999年1月10日，黑龙江省人民政府以绥芬河火车站候车室之名列入第四批黑龙江省文物保护单位。2013年，做为中东铁路建筑群项目，以火车站候车室之名列入第七批全国重点文物保护单位（近现代重要史迹及代表性建筑）。
1935年3月23日，原中东铁路的所属权被苏联以1.4亿日元的代价转让给满洲国所有，在绥芬河站举办苏日交接降旗仪式。满铁买下中东铁路后，于1937年将滨绥铁路轨距由1524毫米轨距改为1435毫米。1936年，绥芬河站前往前苏联方向的线路被日军封死，中苏间的铁路运输断绝，直到1945年8月才重新开通。
1993年，中国铁道部、哈尔滨铁路局和绥芬河市政府三家投资5437万元对绥芬河站老场进行了彻底的技术改造，并新建绥芬河站北场。1994年，投资1400万元对北场新建工程进行更新改造。1999年，投资1000万元完成了绥芬河北场二期工程。
2013年9月6日，位于北场的新站房于作为牡绥铁路扩能改造工程动工，2015年12月竣工。2016年1月1日，绥芬河站新站房与牡绥铁路一同投入运营投入运营。绥芬河老站房从此退出服务，并作为中东铁路历史建筑被保护。新站房启用后，除了来往格罗迭科沃间的国际列车外，所有列车转移至位于北场的新站房办理乘降手续。之后为了缓解绥芬河站运输紧张压力，又修建了从南场至北场的宽轨铁路，使得俄罗斯入境列车顺利进入北场。新建的宽轨客车联络线于2016年5月20日完工。

## 车站结构

### 站房
绥芬河站新站房位于原先的绥芬河站北场西北侧，总建筑面积19699.34平方米，建筑总高度56.385米，总长度180米，最大跨度59米。车站内外用金色进行装饰。建筑主体为地下二层上、地上局部四层。
站房东侧北部为售票处，内设8台自动售票机和14个售票窗口；站房中间为集散大厅（A区），是进站旅客的必经之路。集散大厅的左侧为国内候车厅（B区），西侧为国际候车厅（C区）。国内候车厅又名B区，面积约1200平方米，为去往国内方向包括牡丹江、大连、哈尔滨方向的旅客候车。国际和国内两个候车厅均有一座通往站台的天桥。
绥芬河站内设有国际候车厅。国际候车厅又名C区，面积1800平方米。入驻中国边检黑龙江边防总队绥芬河边防检查站。国际候车厅设有双向12条国际客运查验通道，为来往本站和俄罗斯格罗迭科沃间的国际列车办理出入境手续。除此之外，候车厅内还设有旅检服务室和免税店。

### 站场
绥芬河站设有北场和南场。

#### 北场
北场占地17万多平方米，又分为客车场、调车场和到发场。共建有线路44条。其中宽轨14条，准轨30条；设有1组原油换装线、4组机械换装线、17台龙门吊、70余台汽车吊；建有人力站台2个，货物站台1170平方米，货物仓库697平方米。
北场客车场股道
| 侧式站台 |                                |
| 1站台    | 滨绥铁路 到发线                |
| 2站台    | 滨绥铁路 到发线                |
| 岛式站台 |                                |
| 3站台    | 滨绥铁路 到发线                |
| 4站台    | 滨绥铁路 到发线                |
| 岛式站台 |                                |
| 5站台    | 往格罗迭科沃方向（绥芬河南场） |
| 侧线     | 往格罗迭科沃方向（绥芬河南场） |

#### 南场
南场位于北场下行方向2.4公里，为原客运站台的所在地。南站场占地10万多平方米，建有线路40条，其中宽轨27条，准轨13条。

## 下辖车站
绥芬河站是哈尔滨铁路局的直属站段之一，原下辖绥阳、宽沟两个中间站，牡绥铁路通车后下辖绥阳站和绥阳南站。